# 曼哈顿西3号

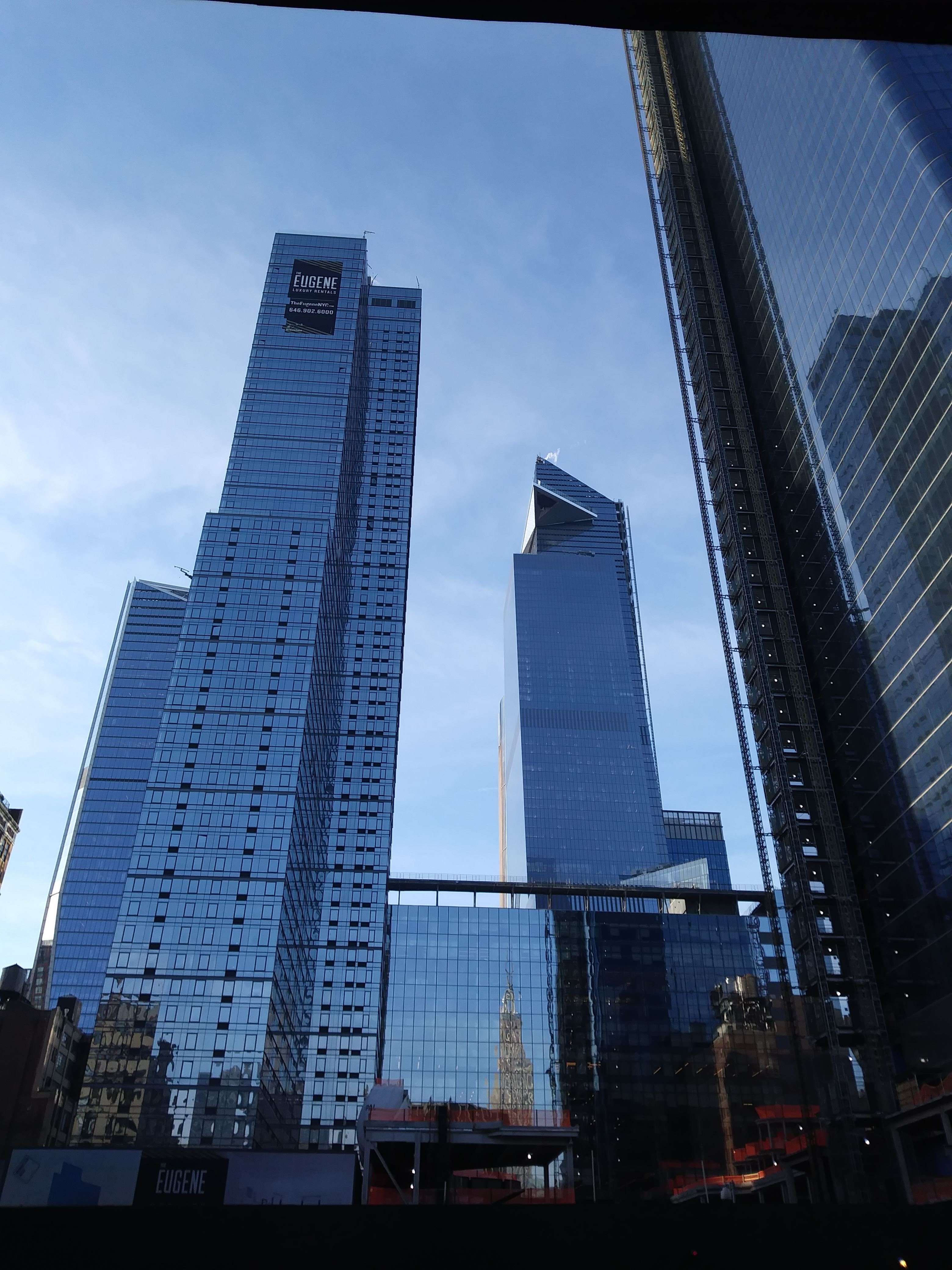
曼哈顿西3号大楼

曼哈顿西3号（英語：3 Manhattan West）位于美国纽约西31街435号，是一座商住摩天大楼，于2014年12月破土开工。目前项目已完工。大楼共64层、高730英尺（220）。大楼总共提供844套单元。